# Квиет
Вижте пояснителната страница за други личности с името Квиет.
Квиет или Тит Фулвий Юний Квиет (на латински: Titus Fulvius Iunius Quietus) е римски узурпатор през 260 г.

## Биография
Произлиза от gens Фулвии. Син е на римския военачалник Фулвий Макриан и Юлия, римска благородничка, и брат на Тит Фулвий Юний Макриан Младши.
През 260 г., след вземането в плен и убийството на Валериан I от сасанидите, Квиет е издигнат от баща му и Балиста, преториански префект на Валериан, заедно с брат му Макриан Младши за император. Квиет остава с Балиста на изток, докато баща му и брат му маршируват с войските си към Европа, за да получат контрола над Римската империя.
След загубата в битката при Сердика в Тракия и убийството на двамата през 261 г., Квиет бяга с Балиста в град Емеса, където е убит от населението, а Балиста от Оденат – краля на Палмира.